# تریومف ۱۳/۳۵
تریومف ۱۳/۳۵ (Triumph 13/35) خودرویی است که در سال‌های ۱۹۲۴ تا ۱۹۲۶ توسط شرکت انگلیسی تریومف موتور به تعداد ۲۵۰۰ تولید شده‌است.
موتور آن 1872 سی‌سی سیستم جعبه‌دندهٔ آن دنده به صورت دستی است.